# Р-7 Семјорка
Р-7 Семјорка (рус. Р-7 Семёрка) је прва совјетска интерконтинентална балистичка ракета уведена у употребу, истовремено и прва на свету. Понешто измијењена коришћена је за лансирање првог вјештачког сателита Спутњик-1. Касније је постала основа за ракете-носаче Востока, Восхода, Сојуза, и ракету Молнија.
ГРАУ ознака ракете је 8К71, а НАТО ознака SS-6 Sapwood.

## Опис
Р-7 је дугачка 34 метра, пречника 3 метра и масе 280 тона. Има 2 степена погоњена текућим кисеоником и керозином. Домет је око 8800 km, тачност на циљу 5 km, са нуклеарном бојном главом од 3 мегатона.
Први степен сачињавају 4 бочне ракете које се по употреби одбацују. Централни степен ради све вријеме и сачињава други степен ракете. Вођење је инерцијално.

## Развој
Развој је почео 1953. године у ОКБ-1, Сергеј Корољов је био главни конструктор.
Насупрот неким тврдњама да је ракета била само побољшање старије Р-1 ракете, многи нови системи и рјешења су коришћени. Умјесто сктретања млаза код V-2, коришћени су посебни мотори за маневар. Умјесто алкохола је коришћен керозин, систем вођења је био другачији, и тако даље.
Послије дугог развоја, први тест ракете је урађен 15. маја 1957. године из Бајконура. Први успјешан лет је изведен 21. августа 1957. године. Дана 4. октобра 1957. године Спутњик-1 је лансиран са измијењеном верзијом ракете Р-7.
Побољшана верзија ракете под ознаком 8К74 (Р-7А) је развијена 1958—1959., са дометом 12000 km, већом носивошћу и побољшањима у систему вођења. Ова ракета је уведена у наоружање совјетске армије, али ни у којем тренутку више од десетак ракета није било спремно за лансирање, због компликованог и осјетљивог система пуњења текућим горивом.

## Употреба
Прва јединица наоружана са Р-7 је постала оперативна 9. фебруара 1959. године, а потпуна борбена способност је постигнута 1962. године.
Систем је био скуп и тежак за прикривање. Да би ракете биле спремне за акцију, морале су бити напуњене испарљивим текућим кисеоником, а процес је трајао 20 сати. У стању спремности за лансирање су могле остати само око један дан, па су биле потенцијална лака мета за америчке бомбардере приликом пуњења горивом.
Због ових великих мана, СССР је убрзао напоре на добијању бољих ракета носача нуклеарних бојних глава. До 1968. године ракете Р-7 су избачене из војне употребе.
Иако неподесна као оружје, Р-7 је постала основа за развој совјетских ракета-носача вјештачких сателита и космичких летјелица.